# Rambat (Geyer)
Rambat is een bestuurslaag in het regentschap Grobogan van de provincie Midden-Java, Indonesië. Rambat telt 2207 inwoners (volkstelling 2010).